# Discaria toumatou
Discaria toumatou (Maori: Tūmatakuru, Engels: Wild Irishman of Matagouri) is een soort uit de wegedoornfamilie (Rhamnaceae). Het is een warrig vertakte, doornige struik die voorkomt in Nieuw-Zeeland en op de Chathameilanden.
De struik komt algemeen voor in het oostelijke deel van het Zuidereiland en in enkele kuststreken ten zuiden van de monding van de Waikato op het Noordereiland. Hij groeit in graslanden met pollenvormende grassen, stenige gebieden, zandduinen en rivierbeddingen. 